# Herink
Herink (deutsch Häring, früher auch Hering) ist eine Gemeinde in Tschechien. Sie liegt sieben Kilometer südwestlich von Říčany und gehört zum Okres Praha-východ.

## Geographie

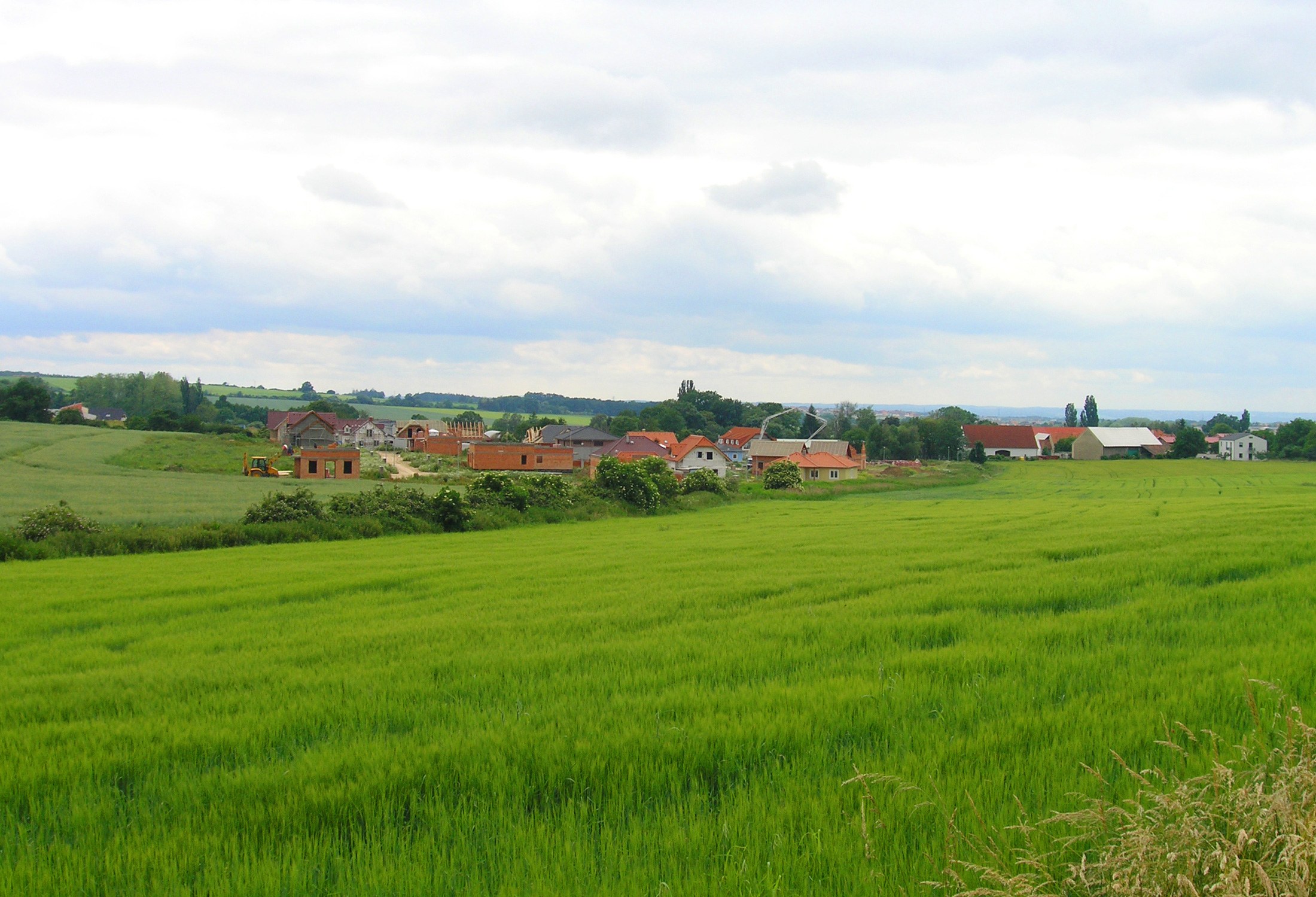
Ortsansicht von Süden

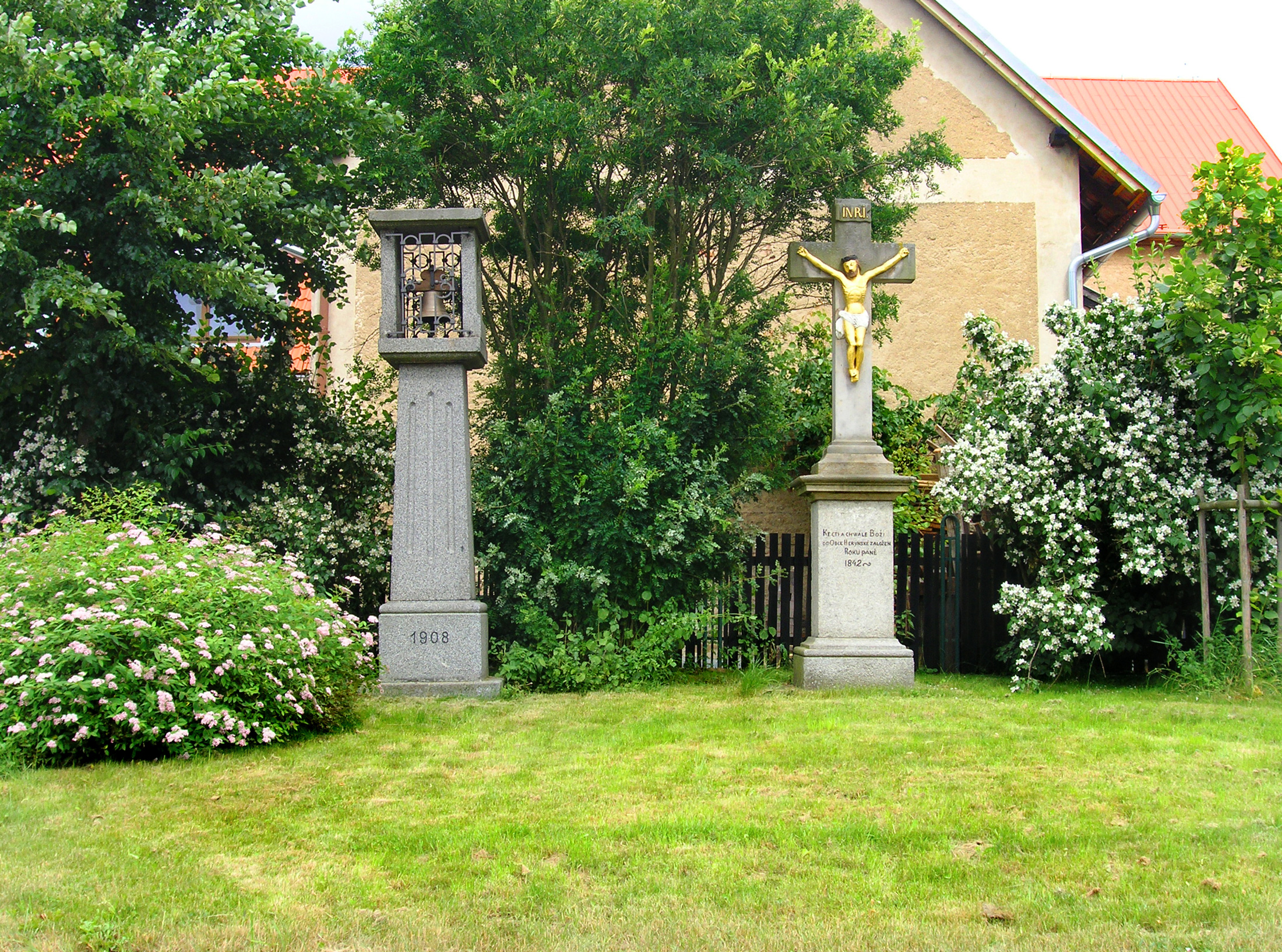
Kruzifix und Dorfglocke

Herink befindet sich am Übergang der Mittelböhmischen Tafel zum Mittelböhmischen Bergland an einem rechten Zufluss zum Botič. Nördlich verläuft die Staatsstraße 101 von Jesenice zur Autobahn D 1 und nach Říčany.
Nachbarorte sind Dobřejovice im Norden, Modletice im Osten, Popovičky und Chomutovice im Südosten, Nebřenice, Čenětice, Olešky und Radějovice im Süden, Kršovice und Horní Jirčany im Südwesten, Osnice im Westen sowie Průhonice im Nordwesten.

## Geschichte
Die erste schriftliche Erwähnung des Prager Bürgern gehörenden Hofes Herink erfolgte 1422. Später waren verschiedene Adelsgeschlechter Besitzer des Dorfes. 1622 erwarb Mikuláš Beřkovský von Šebířov auf Horky und Košetice von Christoph Wratislaw von Mitrowitz auf Dírná zusammen mit Lojovice auch einen Teil von Herinky. Wilhelm Vok Vit von Rzava schloss Herinky 1654 an die Herrschaft Dobřejovice an. 1829 erwarb der Besitzer des Gutes Modletice, Ignác Vyšína, einen Anteil des Dorfes.
Nach der Aufhebung der Patrimonialherrschaften bildete Herinky ab 1850 eine Gemeinde im Bezirk Říčany. Ab 1869 gehörte sie zum Bezirk Český Brod, ab 1890 zum Bezirk Žižkov und ab 1921 wieder zum Bezirk Říčany. Zu dieser Zeit erfolgte die Änderung des Gemeindenamens in Herink.
In den 1930 wurde bei der Herrichtung des Dorfbaches am Platz „Tvrzce“ eine doppelte Steinwallanlage unbekannter Herkunft ausgegraben. Der Archäologe und Schriftsteller Eduard Štorch schrieb in seinem Roman „Hrdina Nik“ über ein Awarenlager „Hrynk“, das sich im 7. Jahrhundert südlich von Prag befunden haben soll.
1961 erfolgte die Eingemeindung nach Dobřejovice, gleichzeitig wurde das Dorf zum Okres Praha-východ zugeordnet. Seit 1990 besteht die Gemeinde wieder. Herink besteht aus 35 Wohnhäusern.
Das Dorf führt ein Wappen, das linksseitig auf roten Untergrund eine weiße Lilienhälfte und rechtsseitig auf blauem Untergrund drei weiße Heringe zeigt.

## Gemeindegliederung
Für die Gemeinde Herink sind keine Ortsteile ausgewiesen.

## Sehenswürdigkeiten
- Kapelle
- früherer Gasthof
- Kruzifix und Dorfglocke
- denkmalgeschützte Linde